# Laure Buisson
Laure Buisson, née le 21 octobre 1968 à Amplepuis, est une romancière française.
L’Académie française lui décerne le prix Anna-de-Noailles en 2018.

## Œuvres
- 2002 : Blanquette, Éditions Jean-Claude Lattès
- 2002 : Occupée, Éditions Jean-Claude Lattès
- 2005 : Le Perfectionniste, Éditions Grasset
- 2009 : La Reine des mousselines, Éditions Grasset
- 2017 : Pour ce qu'il me plaist - biographie de Jeanne de Belleville - Éditions Grasset